# Star Channel (Grèce)
Pour l’article homonyme, voir Star Channel (Amérique latine).
Star Channel est une chaîne de télévision privée grecque.

## Histoire de la chaîne
Star Channel a commencé à émettre en décembre 1993 en remplacement de Canal 29 créé en 1990.

## Diffusions
Cette chaîne diffuse des séries télévisées comme Urgences, Veronica Mars, Gilmore Girls, Sept à la maison, Les Frères Scott, Desperate Housewives, Loïs & Clark : les nouvelles aventures de Superman, Amour, Gloire et Beauté, etc.